# LEGO Friends

Logo della linea

LEGO Friends è una linea di costruzioni giocattolo appartenente al marchio Lego, progettato soprattutto per bambine e ragazze.

## Produzione
Introdotto nel 2012, il tema include figure uniche "mini-bambola", che sono circa le stesse dimensioni come le minifigures tradizionali, ma sono più dettagliate e realistiche. I set includono pezzi in schemi di colore rosa e viola e raffigurano scene di vita suburbana impostato nella città fittizia di "Heartlake City". La gamma di prodotti Friends sostituisce il precedente tema femminile-oriented di LEGO Belville, che era stato in produzione dal 1994, e caratterizzato da bambole più grandi rispetto a quelle attuali. Altre linee di prodotti correlati hanno incluso Homemaker (1971-1982), Paradisa (1991-1997) e Scala (1997-2001).
Da questa linea di giocattoli sono stati prodotti una serie animata, un film animato e due videogiochi.

## Personaggi
- Andrea -  Una cantante di talento ed è la musicista del gruppo che compone canzoni. Ama suonare il pianoforte, la danza ed è anche un'ottima cuoca. Lavora in un bar e a volte è eccessivamente drammatica. Ha la pelle scura, i capelli lunghi ricci castani ed occhi verdi.
- Emma - Una ragazza timida che non sopporta le ingiustizie. Emma è l'artista del gruppo. Ama il colore viola, il fashion design, l'estetica, i cavalli e soprattutto il disegno. Ha la pelle chiara, lunghi capelli neri mossi ed occhi verdi.
- Mia - Una ragazza altruista e atletica. Il suo cibo preferito sono le verdure. Ha una cavalla che si chiama Bella. Il suo colore preferito è il verde. A volte è un po' testarda. Ha la pelle chiara, lunghi capelli rossi che tiene legati in una coda di cavallo, ha le lentiggini sulla faccia ed occhi nocciola.
- Olivia - Ama le sue amiche ed ha una cagnolina di nome Scarlet, grazie a lei riesce a fare amicizia con le altre. Le piace il trekking, la scienza e la storia. Lei è intelligente, anche se a volte goffa. Ha la pelle chiara, lunghi capelli castani mossi ed occhi scuri (marroni).
- Stephanie - Una ragazza sicura di sé, ama il calcio, le feste e scrivere storie. Il suo cibo preferito sono i cupcake che è molto brava a cucinare. La sua rivale è Tanya, figlia del futuro sindaco di Heartlake City. Ha la pelle chiara, lunghi capelli biondi lisci ed occhi azzurri.

## Lego Friends(serie animata 2013)
Lego Friends è una serie animata, basata sull'omonima linea di giocattoli introdotta nel 2012, realizzata in computer grafica e trasmessa sul canale americano di Disney Channel dal 2014. Il 4 marzo 2016 Netflix pubblica 4 nuovi episodi con il titolo di Lego Friends: The Power of Friendship (LEGO Friends: La forza dell'amicizia): tuttavia nel periodo natalizio dello stesso anno questi episodi, insieme ad altri inediti, vengono trasmessi su Disney Channel usando il titolo originario (Lego Friends).
In Italia la serie è andata in onda su Boing dal 9 agosto 2014, ma è stata interrotta dopo soli 4 episodi. La serie è ripresa su Cartoonito con i nuovi episodi dal 18 luglio 2015.

### Doppiaggio
Andrea
Doppiata da: Virginia Brunetti (ep. 1-4), Deborah Morese
Emma
Doppiata da: Veronica Puccio (ep. 1-4), Valentina Pallavicino
Mia
Doppiata da: Erica Necci (ep. 1-4), Emanuela Pacotto
Olivia
Doppiata da: Chiara Gioncardi (ep. 1-4), Benedetta Ponticelli
Stephanie
Doppiata da: Elena Gianni (ep. 1-4), Francesca Bielli

### Lista episodi
| N° | Titolo originale           | Titolo italiano                     | Data Italia      |
| -- | -------------------------- | ----------------------------------- | ---------------- |
| 1  | New Girl in Town           | Una nuova ragazza in città          | 9 agosto 2014    |
| 2  | Stephanie's Surprise Party | La festa a sorpresa per Stephanie   | 9 agosto 2014    |
| 3  | Dolphin's Cruise           | Una gita con i delfini              | 10 agosto 2014   |
| 4  | Country Girls              | Ragazze di campagna                 | 10 agosto 2014   |
| 5  | Emma's Dilemma             | Il dilemma di Emma                  | 18 luglio 2015   |
| 6  | Friends of the Jungle      | Amiche nella giungla                | 18 luglio 2015   |
| 7  | Andrea's Big Moment        | Il grande momento di Andrea         | 19 luglio 2015   |
| 8  | Kate's Island              | L'isola di Kate                     | 19 luglio 2015   |
| 9  | The Grand Hotel            | Il Grand Hotel                      | 25 luglio 2015   |
| 10 | Camp Wild Hearts           | Evviva il campo estivo!             | 18 luglio 2016   |
| 11 | Getting Out the Vote       | Votate per me!                      | 18 luglio 2016   |
| 12 | Getting the Message        | Ricevuto il messaggio?              | 19 luglio 2016   |
| 13 | Keepin' it Real            | Il documentario-verità              | 19 luglio 2016   |
| 14 | There Roomie               | Compagne di stanza                  | 20 luglio 2016   |
| 15 | Slam Dunk                  | Pallacanestro, che passione!        | 20 luglio 2016   |
| 16 | The Grateful Dud           | Un'amica speciale                   | 21 luglio 2016   |
| 17 | Rabbitouille               | Daisytouille                        | 12 luglio 2017   |
| 18 | Change of Address          | Cambio di indirizzo                 | 19 luglio 2017   |
| 19 | The Drooling Dog           | Detective a quattro zampe           | 26 luglio 2017   |
| 20 | Dive In                    | Conquiste in piscina                | 19 novembre 2017 |
| 21 | I Told You So              | Io ve l'avevo detto                 | 26 novembre 2017 |
| 22 | Midwinter Night's Dream    | Sogno di una notte di mezzo inverno | 3 dicembre 2017  |
| 23 | Snow Way                   | La gara di snowboard                | 10 dicembre 2017 |

## Friends - Ragazze in missione(serie animata 2018)
LEGO Friends: Girls on a Mission (Friends - Ragazze in missione) è una serie animata, basata sull'omonima linea di giocattoli introdotta nel 2018, realizzata in computer grafica e trasmessa sul canale americano di Now TV dal 2018.
In Italia la serie è stata trasmessa in anteprima il 30 luglio 2018 con i primi 4 episodi su Cartoonito ed è iniziata regolarmente dal 4 febbraio 2019 sempre sullo stesso canale. Dall'episodio 17 la serie viene trasmessa su Super! a partire dal 7 ottobre 2019.

### Trama
5 ragazze maggiorenni si mettono in testa di fare le supereroine e dopo aver trovato una caserma abbandonata dei pompieri decidono di farne il loro quartier generale. Il loro acerrimo nemico è un graffitaro chiamato Pranksy che si diverte a prenderle in giro sporcando le pareti della città ma il quintetto femminile non vedrà l'ora di fermarlo e poi smascherarlo.

### Personaggi
Andrea
Doppiata da: Gea Riva
Ha origini africane, capelli lunghi marroni scuro di tipo rasta. Ha la passione del canto e sa suonare il pianoforte.
Emma
Doppiata da: Tiziana Martello
Ha capelli neri lunghi fino alle spalle, le piace disegnare. In segreto considera Pranksy un artista e lo aiuta di nascosto a fuggire.
Mia
Doppiata da: Emanuela Pacotto
Ha capelli lunghi rosso vermiglio raccolti in una coda di cavallo, che solitamente li afferra prima di iniziare una missione,  è un'amante della natura e degli animali, a volte pensa che il suo cavallo Bella la capisca meglio delle persone.
Olivia
Doppiata da: Ludovica De Caro
Ha origini latino americane, indossa gli occhiali, è esperta nel campo tecnologico. Ha costruito un robot che possiede una IA di nome Zobo.
Stephanie
Doppiata da: Jenny De Cesarei
Una ragazza appassionatissima di sport, specialmente basket e calcio, le piace aiutare le sue amiche e avere sempre tutto sotto controllo e organizzato, ma a volte va in crisi perché deve fare tutto da sola. Prima di una missione si scrocca sempre le nocche.
Pranksy
Doppiato da: ?
Se ne va in giro in motocicletta a imbrattare i muri della città. Indossa sempre il casco che gli copre il volto. La sua vera identità è Ethan un amico di Emma.

#### Personaggi minori
Altri personaggi sono stati doppiati da: Alessandro Capra, Alice Bertocchi, Cinzia Massironi, Diego Sabre, Paolo De Santis, Patrizia Scianca, Ilaria Silvestri, Francesco Rovatti, Martina Felli, Giulia Franzoso, Giulia Maniglio, Elisa Giorgio, Luisa Ziliotto.

### Lista episodi
| N° | Titolo originale               | Titolo italiano                  | Data Italia       |
| -- | ------------------------------ | -------------------------------- | ----------------- |
| 1  | Welcome to Heartlake City      | Benvenuti a Heartlake City!      | 30 luglio 2018    |
| 2  | Friendship House               | La casa dell'amicizia            | 30 luglio 2018    |
| 3  | Sister Act                     | Sorelle in azione!               | 30 luglio 2018    |
| 4  | Into the Woods                 | Nel bosco                        | 30 luglio 2018    |
| 5  | The Shadow Group               | La squadra dell'Ombra            | 6 febbraio 2019   |
| 6  | The Artist's Way               | Un artista sa cosa fare!         | 6 febbraio 2019   |
| 7  | Fashionably Old                | Lo stile non invecchia mai       | 7 febbraio 2019   |
| 8  | Match Made in the Studio       | Una giornata da Star             | 7 febbraio 2019   |
| 9  | The Daft and the Furious       | La lepre e le tartarughe         | 8 febbraio 2019   |
| 10 | The Team                       | La squadra                       | 8 febbraio 2019   |
| 11 | Escape from Trash Island       | Fuga dall'isola dei rifiuti      | 12 febbraio 2019  |
| 12 | Need for Speed                 | A tutta velocità                 | 12 febbraio 2019  |
| 13 | The Lake Monster               | Il mostro del lago               | 9 luglio 2019     |
| 14 | Together Again                 | Di nuovo insieme                 | 9 luglio 2019     |
| 15 | Attack of the Alvahbots        | L'attacco degli Alvahbot         | 10 luglio 2019    |
| 16 | The Grand Prix                 | Il gran premio                   | 10 luglio 2019    |
| 17 | Explorers Day                  | Il giorno dell'esploratore       | 7 ottobre 2019    |
| 18 | Lights Out                     | Senza luce                       | 8 ottobre 2019    |
| 19 | Never Stop Exploring           | Non smettere mai di esplorare    | 9 ottobre 2019    |
| 20 | Heartness Monster              | Il mostro di Heartness           | 10 ottobre 2019   |
| 21 | Greene Gardens                 | I giardini di Greene             | 11 ottobre 2019   |
| 22 | Frame & Fortune                | Cornici e colpi di fortuna       | 14 ottobre 2019   |
| 23 | Locket & Key                   | Ciondolo e chiave                | 15 ottobre 2019   |
| 24 | Real Friends                   | Gli amici veri                   | 16 ottobre 2019   |
| 25 | Tunnel of Shadows              | Ombre in galleria                | 17 ottobre 2019   |
| 26 | Heartmore                      | Heartmore                        | 18 ottobre 2019   |
| 27 | Le Scuba                       | Le sub                           | 21 ottobre 2019   |
| 28 | Map Quest                      | Alla ricerca della mappa perduta | 22 ottobre 2019   |
| 29 | Heart of the Sea               | Il cuore dell'oceano             | 23 ottobre 2019   |
| 30 | Winner Sings All               | Chi vince canta tutto            | 4 novembre 2019   |
| 31 | Mearff                         | Miaobau                          | 5 novembre 2019   |
| 32 | Once Upon a Lighthouse         | C'era una volta un faro          | 6 novembre 2019   |
| 33 | No Horsing Around              | Campa cavallo!                   | 7 novembre 2019   |
| 34 | Zobo 2.0                       | Zobo 2.0                         | 8 novembre 2019   |
| 35 | Stranded                       | Arenate                          | 11 novembre 2019  |
| 36 | Alvah's Flair                  | L'acume di Alvah                 | 12 novembre 2019  |
| 37 | Operation Keep Quiet           | Operazione silenzio              | 13 novembre 2019  |
| 38 | Stakeout                       | L'appostamento                   | 14 novembre 2019  |
| 39 | The Real Deal                  | Il vero progetto                 | 15 novembre 2019  |
| 40 | Walk This Way                  | Da questa parte                  | 18 novembre 2019  |
| 41 | The Art of Being Carter Greene | L'arte di essere Carter Greene   | 19 novembre 2019  |
| 42 | Save the Bay                   | Salviamo la baia                 | 20 novembre 2019  |
| 43 | Follow Your Passion            | Segui la tua passione            | 20 settembre 2021 |
| 44 | House Guest                    | La casa dell'amicizia            | 21 settembre 2021 |
| 45 | Zobo and Zoe                   | Zobo & Zoe                       | 22 settembre 2021 |
| 46 | Game On                        | Che i giochi abbiano inizio      | 23 settembre 2021 |
| 47 | Go for the Gold                | Puntando all'oro                 | 24 settembre 2021 |
| 48 | Stike a Chord                  | Tocca il cuore                   | 27 settembre 2021 |
| 49 | Unstoppable Friendship         | Amiche per sempre                | 28 settembre 2021 |
| 50 | Emma, P.I.                     | Emma P.I.                        | 29 settembre 2021 |
| 51 | Daddy's Girl                   | Papà                             | 30 settembre 2021 |
| 52 | Miarella                       | Le timidezze di Mia              | 1 ottobre 2021    |
| 53 | Part of the Herd               | Il gruppo si allarga             | 4 ottobre 2021    |
| 54 | Free Bird                      | L'uccello libero                 | 5 ottobre 2021    |
| 55 | The Feels                      | Le emozioni                      | 6 ottobre 2021    |
| 56 | Artifact or Fiction            | Manufatto o fantasia?            | 7 ottobre 2021    |
| 57 | The Right Stuff                | La stoffa giusta                 | 8 ottobre 2021    |
| 58 | Gone with the Winds            | Via con i venti                  | 11 ottobre 2021   |
| 59 | Mt. Heartmore                  | Monte Heartmore                  | 12 ottobre 2021   |
| 60 | Welcome to the Jungle          | Benvenuti nella giungla          | 13 ottobre 2021   |
| 61 | Splash Bash                    | Festa acquatica                  | 14 ottobre 2021   |
| 62 | Making Memories                | Creando ricordi                  | 15 ottobre 2021   |
| 63 |                                | La festa                         | 18 ottobre 2021   |
| 64 |                                | Amici a quattro zampe            | 19 ottobre 2021   |
| 65 |                                | Scambio di posti                 | 20 ottobre 2021   |
| 66 |                                | Notte al centro commerciale      | 21 ottobre 2021   |
| 67 |                                | Amiche fortunate                 | 22 ottobre 2021   |
| 68 |                                | Dietro il sipario                | 25 ottobre 2021   |
| 69 |                                | Fuga dal labirinto               | 26 ottobre 2021   |
| 70 |                                | Il grande spettacolo             | 27 ottobre 2021   |

### Sigla
La sigla originale si intitola We've Got Heart, mentre quella italiana è Ci vuole cuore.

## Film
Nel 2015 è stato realizzato un film animato in computer grafica intitolato LEGO Friends: Amiche per sempre - Il Film prodotto da M2 Entertainment della durata di 80 minuti. Il film è stato proiettato in anteprima mondiale in Francia nelle sale cinematografiche il 3 febbraio 2016, invece negli USA è stato pubblicato direttamente in DVD per il mercato home video. In Italia è stato pubblicato per l'home video il 6 dicembre 2016.

## Videogioco del 1999
LEGO Friends è un videogioco per attività femminili pubblicato nell'ottobre 1999 per Microsoft Windows.
Nel gioco, il giocatore veste i panni del manager di una nuova band composta esclusivamente da ragazze, le Tuff Stuff, dove compongono musica e giocano a dei minigiochi con i personaggi.
Per prima cosa il giocatore deve digitare il proprio nome, trovare una password per il proprio file di salvataggio e poi digitare il nome di un amico prima di iniziare il gioco vero e proprio nella città immaginaria di Sunnyvale.
Include anche un album stampabile e un'intervista con le Loose Chippin's, una pop band britannica tutta al femminile.

## Videogioco del 2013
Lego Friends è un simulatore di vita realizzato per Nintendo 3DS nel 2013 e pubblicato da Warner Bros. Interactive Entertainment per il mercato americano. Il videogioco è uscito anche su Nintendo DS, iOS e Android nel 2014.
Al primo avvio del gioco, il giocatore deve crearsi la propria mini-doll, personaggio giocabile, scegliendo tra ragazza o ragazzo e poi lo stile e il nome del mini-doll.
Il giocatore può muoversi in Heartlake City, dove si possono incontrare nuovi amici per la propria mini-doll; Andrea, Emma, Mia, Olivia e Stephanie. L'obiettivo è quello di aiutare le ragazze in avventure speciali, ad esempio vincere un trofeo in una competizione di equitazione o consegnando cupcakes. I livelli di amicizia con le ragazze cresceranno fino ad avvicinarsi allo status di "True Friend".
In alcune avventure speciali si possono sbloccare i gettoni utilizzabili per lo shopping. È possibile acquistare accessori per i capelli, mobili per la vostra camera da letto e abiti con questi gettoni.
È inoltre possibile acquistare un animale domestico nel gioco, il quale bisogna accudire e dar da mangiare. Esistono diverse specie di animali domestici con competenze diverse, che possono essere utilizzati come aiuto nelle avventure speciali. Si può personalizzare il proprio animale domestico acquistando accessori speciali nel salone pet.